# Henri Manuel
Pour les articles homonymes, voir Manuel.
Henri Manuel est un photographe français né le 24 avril 1874 à Paris et mort le 11 septembre 1947 à Neuilly-sur-Seine.
Ses frères Gaston et Lucien sont, quant à eux, créateurs du studio G.L. Manuel frères.

## Biographie
Henri Manuel naît le 24 avril 1874 dans le 3e arrondissement de Paris, fils de Jacob Manuel et de Célestine Lévy. Il se marie le 5 août 1901 à Bâle en Suisse, avec Rachel Camille Meyer. Il a deux frères : Gaston Manuel (1881-1967) et Lucien Manuel (1882-1971), tous deux nés également dans le 3e arrondissement de Paris.
En 1900, il ouvre avec son second frère Gaston un studio spécialisé dans le portrait des personnalités des mondes politiques et artistiques. Mais les deux frères se séparent avant la Première Guerre mondiale et en 1910, Henri Manuel s'installe seul au 27, rue du Faubourg-Montmartre dans le 9e arrondissement de Paris.
Ses frères Gaston et Lucien fondent un autre atelier photographique en 1913, « G.L. Manuel frères », au 47, rue Dumont-d'Urville à Paris dans le 16e arrondissement.
En 1906, il tire le portrait de Clemenceau, ministre de l'intérieur. De la Première Guerre mondiale jusqu'en 1944, il fait des reportages en tant que photographe officiel du Gouvernement.
Selon Françoise Denoyelle, de 1906 à 1938, Henri Manuel travaille pour 30 revues de mode et plus particulièrement pour La Femme de France (1922-1935), Les Grandes Modes de Paris (1906-1931), Les Modes de la femme de France (1922-1935), Le Petit Écho de la mode (1928-1936).
Dans les années 20 le studio expose aussi des oeuvres de peintres.
Entre 1921 et 1931, il réalise une commande sur les prisons et les institutions pour mineurs relevant du ministère de la Justice,,.
En 1923, avec Jacques-André Boiffard et Man Ray, il illustre la première édition de Nadja d'André Breton publiée dans la « Collection Blanche » chez Gallimard.
Cosette Harcourt travaille de 1932 à 1933 dans son studio comme responsable commerciale avant de fonder le studio Harcourt.
Le studio est aryanisé et Louis Silvestre en prend la direction en 1941.
Le fonds Henri-Manuel est conservé aux archives photographiques de la Médiathèque de l'architecture et du patrimoine ; il contient plus de 600 plaques de verre et des tirages papier.

## Distinctions
- Chevalier de l'ordre du Mérite agricole (1906)
- Officier de l'Instruction publique (1907)
- Commandeur de la Légion d'honneur (1938)

## Œuvres
- Paris, musée d'Orsay : Le Peintre Francis Tattegrain dans son atelier, 1900, négatif verre au gélatino-bromure d'argent, no Inv. PHO 1990.6.12.

Œuvres d'Henri Manuel
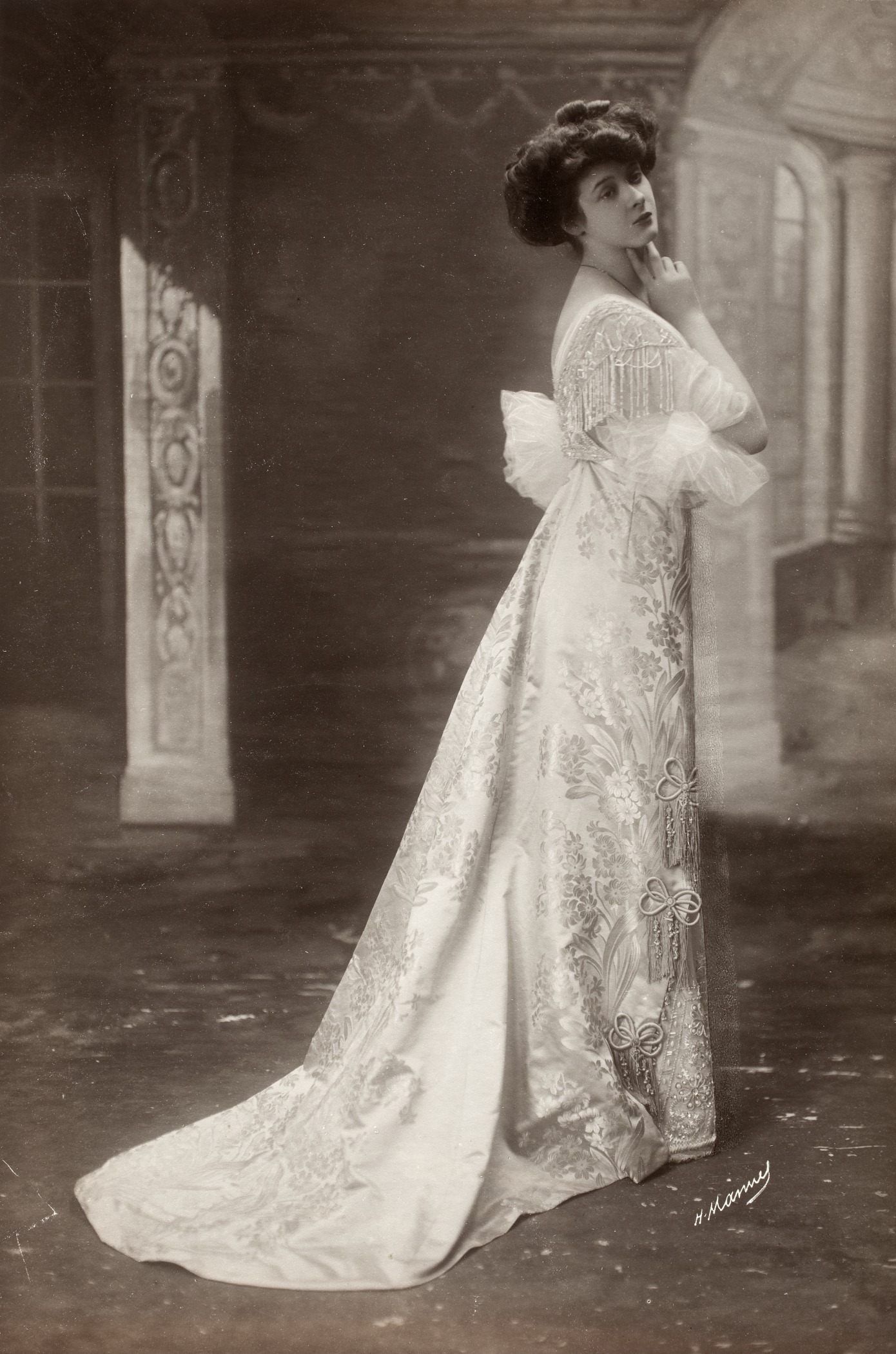
Photographie de mode (vers 1895).
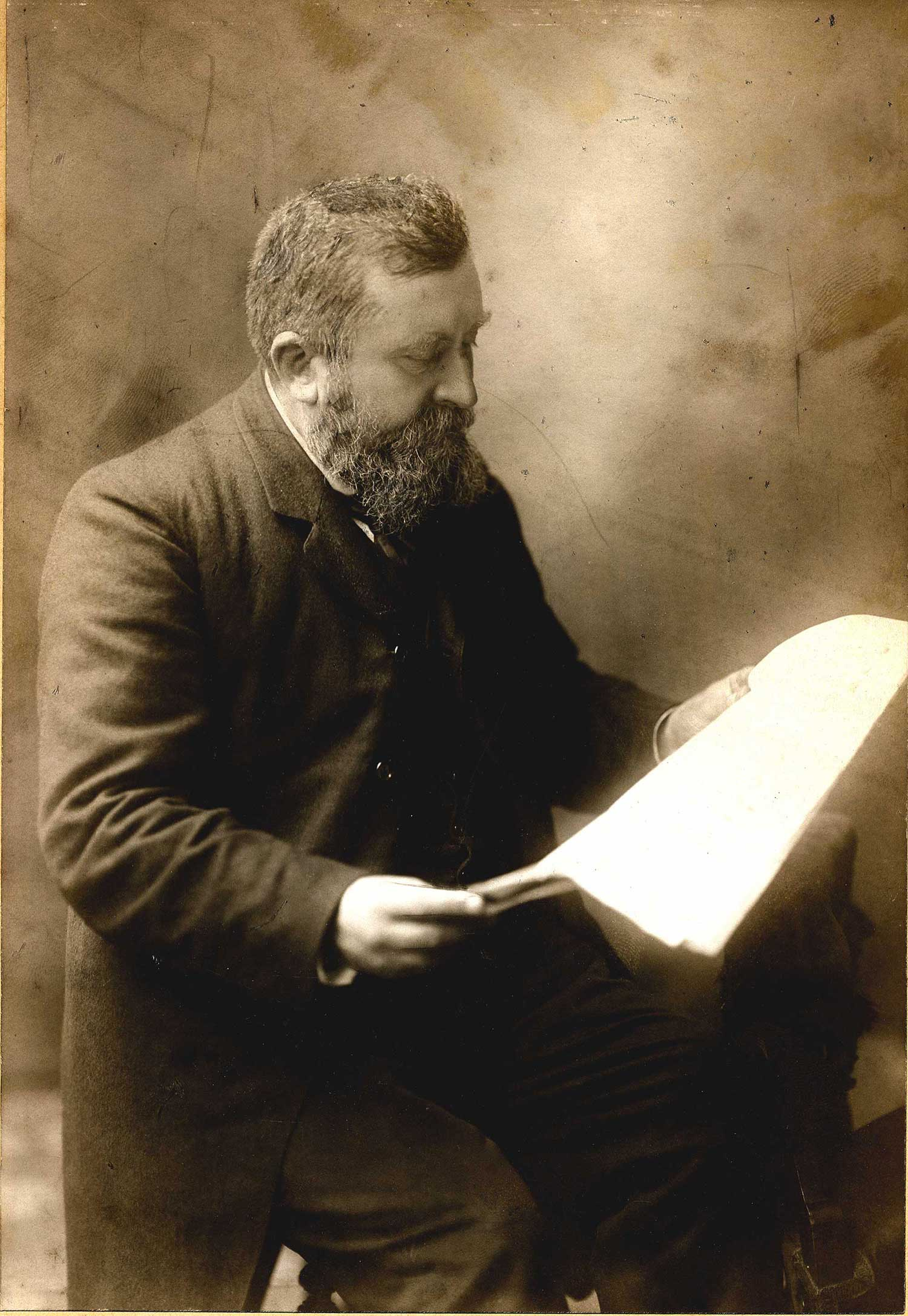
Jean Jaurès (vers 1905).
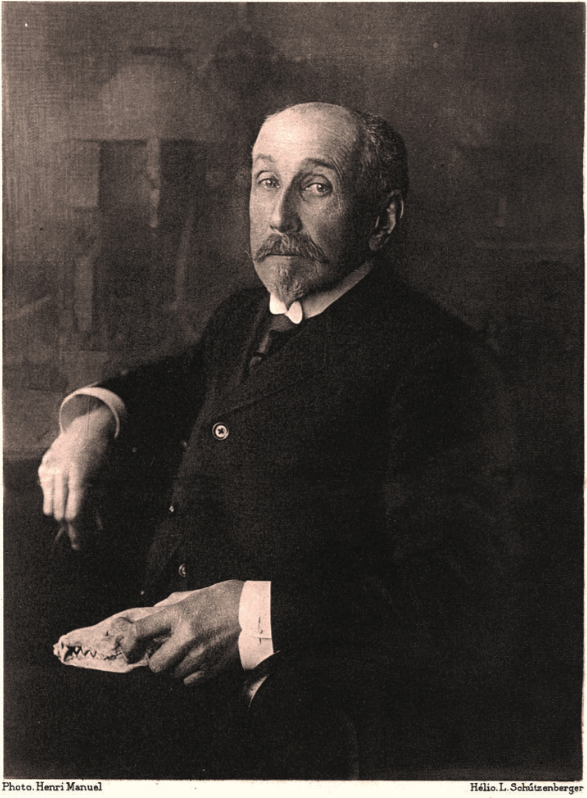
Le zoologiste Édouard Louis Trouessart.
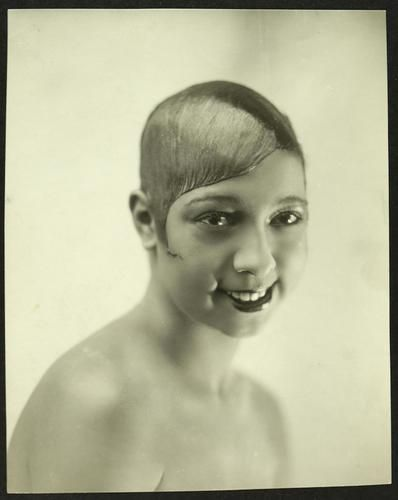
Joséphine Baker (années 1920).
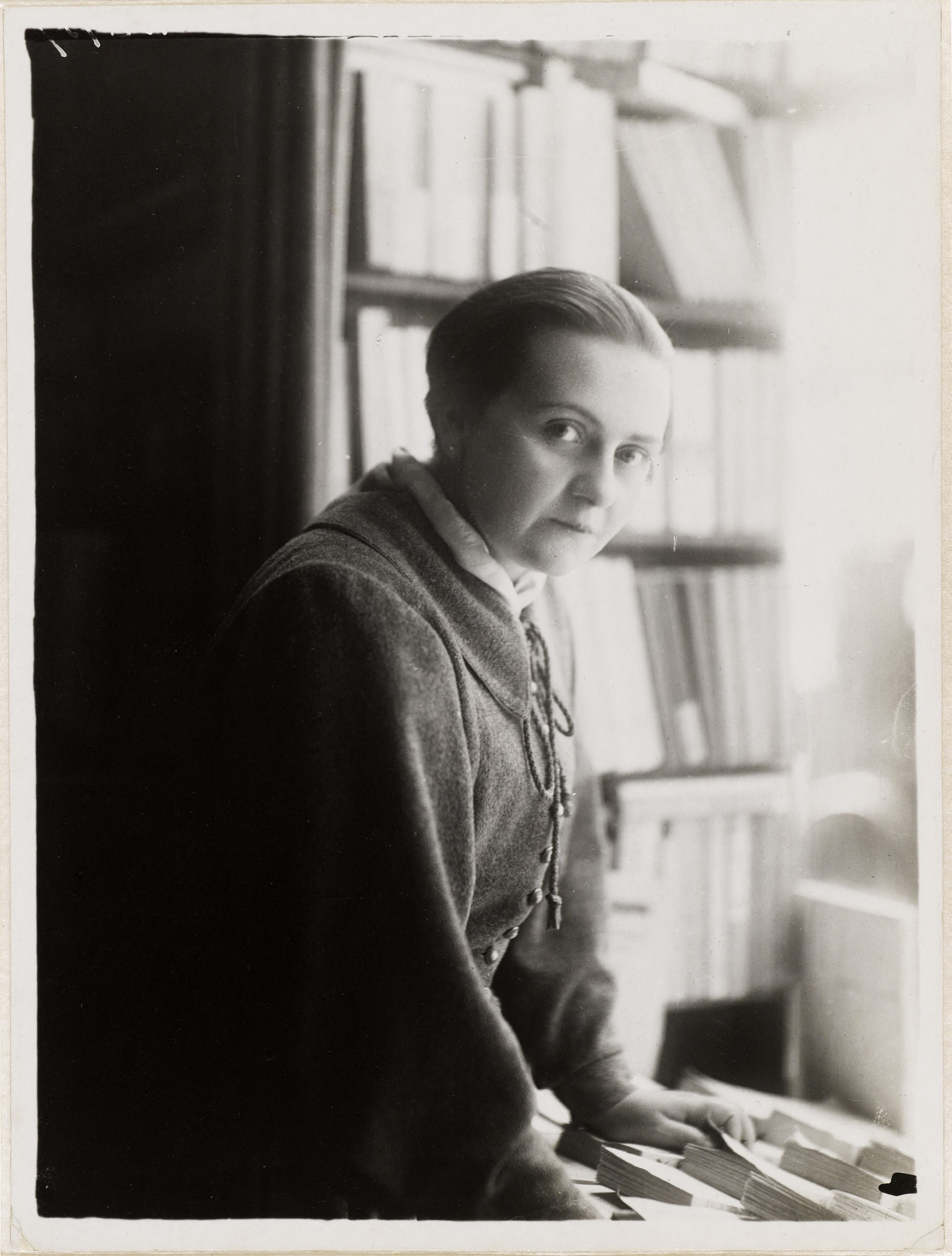
Adrienne Monnier (vers 1925).
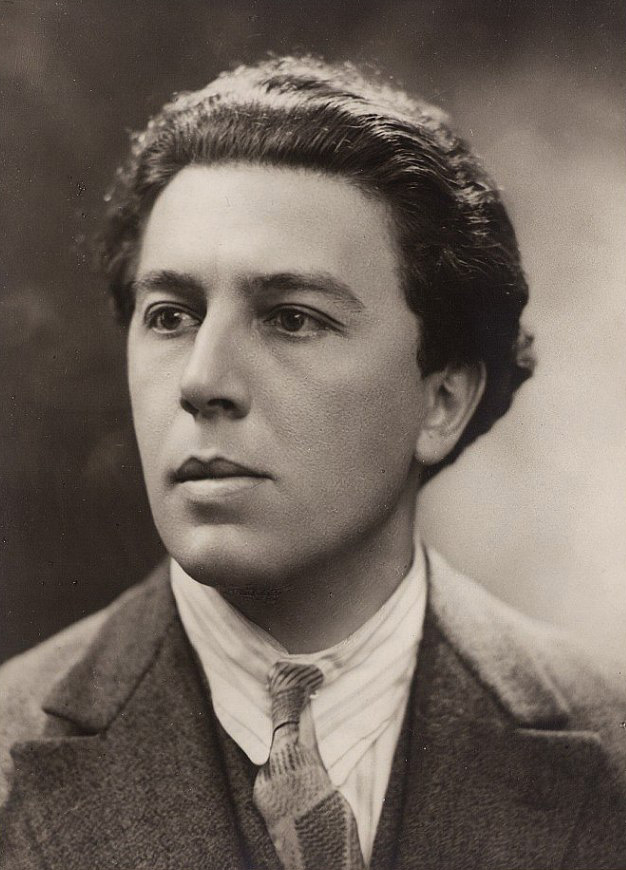
André Breton (1927).